# Clidemia umbellata
Clidemia umbellata är en tvåhjärtbladig växtart som först beskrevs av Philip Miller, och fick sitt nu gällande namn av Louis Otho Otto Williams. Clidemia umbellata ingår i släktet Clidemia och familjen Melastomataceae. Inga underarter finns listade i Catalogue of Life.